# Lothian

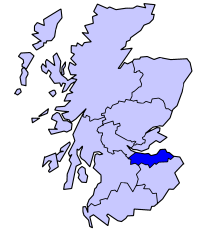
Region administracyjny Lothian (1973–1996) na tle Szkocji

Lothian (gael. Lodainn) – historyczny region Szkocji, położony między południowymi brzegami Firth of Forth a rzeką Tweed. Od średniowiecza podzielony był na hrabstwa Linlithgowshire (West Lothian), Edinburghshire (Midlothian) i Haddingtonshire (East Lothian). Głównym ośrodkiem miejskim był Edynburg, stolica Szkocji. 
W latach 1973–1996 istniał region administracyjny o nazwie Lothian, obejmujący obszar współcześnie zajmowany przez jednostki administracyjne (council areas) West Lothian, Edynburg, Midlothian i East Lothian.

## Nazwa
Słowo pochodzi od legendarnego króla brytyjskiego Lota lub Lotha.